# Филлипс, Лу Даймонд
Лу Да́ймонд Фи́ллипс (англ. Lou Diamond Phillips; род. 17 февраля 1962 года, Самбалес) — американский киноактёр.

## Биография
Лу Даймонд Филлипс родился 17 февраля 1962 года на Филиппинах. Свою необычную внешность актёр объясняет наличием у себя филиппинской, гавайской, японской, испанской, шотландско-ирландской и индейской (чероки) крови. Имя же родители ему дали в честь героя Второй мировой войны Лиланда «Лу» Даймонда .
Детство Лу Даймонд провел во многих штатах Америки, пока семья, наконец, не обосновалась в Техасе. Там же Лу Даймонд закончил Техасский университет в Арлингтоне (факультет театральной драмы).
Первой крупной ролью в кино Филлипс отметился в биографической драме Луиса Валдеса «Ла Бамба», где он сыграл знаменитого музыканта Ричи Валенса. К следующим карьерным удачам Лу Даймонда относятся картины «Выстоять и добиться» (за роль в этой картине актёр получил номинацию на Золотой глобус), «Молодые стрелки» и «Молодые стрелки 2».
В середине 1990-х годов помимо актёрства Филлипс увлёкся музыкой. Он был вокалистом лос-анджелесской рок-группы The Pipefitters (Трубопроводчики).
В 1996 году Филлипс дебютировал на Бродвее в роли короля в мюзикле Ричарда Роджерса и Оскара Хаммерстайн II «Король и я». Он выиграл премию Theatre World и был номинирован на премию Тони и премию Drama Desk. В 1998 году Лу снялся в боевике Кирка Вонга «Большое дело», где его партнёрами по площадке стали Марк Уолберг, Кристина Эпплгейт, Букем Вудбайн и Антонио Сабато-младший.
В конце 1990-х годов Даймонд Филлипс снялся в успешных сериалах «Закон и порядок: Специальный корпус» и «24 часа». А наиболее значительной ролью в кино стал Рой Нокс в драматическом фильме Джонатана Каплана «Разрушенный дворец».
В сентябре 2007 года присоединился к составу мюзикла «Камелот» Алана Дж. Лернера и Фредерика Лоу. Филлипс воплотил на сцене образ легендарного короля Артура. В то же время карьера актёра в кино стала всё чаще огорчать его поклонников. Филиппс
всё чаще стал появляться в дешёвых фильмах низкого качества. При этом актёр много и вполне успешно снимался на ТВ и в сериалах, пусть чаще всего и не в главных ролях.

## Личная жизнь
Был женат трижды. Первый брак с режиссёром Джули Сайфер продлился всего три года (1987—1990). В 1993 он сошёлся с моделью Келли Филлипс, но и эти отношения не были прочными (однако в этом браке у Филлипса родилось трое детей). Сейчас актёр счастливо проживает с Ивонн Боисмиер. У пары один ребёнок.
Лу Даймонд Филлипс — большой любитель азартных игр и часто принимает участие в турнирах по покеру.

## Неполная фильмография
| Год       |    | Русское название                      | Оригинальное название               | Роль                         |
| --------- | -- | ------------------------------------- | ----------------------------------- | ---------------------------- |
| 1987      | ф  | Полиция Майами: Отдел нравов          | Miami Vice                          | детектив Бобби Диас          |
| 1987      | ф  | Ла Бамба                              | La Bamba                            | Ричи Валенс                  |
| 1988      | ф  | Выстоять и добиться                   | Stand and Deliver                   | Анхель Гусман                |
| 1988      | ф  | Молодые стрелки                       | Young Guns                          | Хосе Чавес                   |
| 1989      | ф  | Байки из склепа                       | The Bad Mother’s Handbook           | Джерри                       |
| 1989      | ф  | Дезорганизованная преступность        | Disorganized Crime                  | Рэй Форги                    |
| 1990      | ф  | Молодые стрелки 2                     | Young Guns II                       | Хосе Чавес                   |
| 1990      | ф  | Первая сила                           | The First Power                     | Расселл Логан                |
| 1990      | ф  | Ветер демонов                         | Demon Wind                          | демон (нет в титрах)         |
| 1991      | ф  | Тёмный ветер                          | The Dark Wind                       | офицер Джим Чи               |
| 1992      | ф  | Обман в Панаме                        | The Panama Deception                | голос за кадром              |
| 1992      | ф  | Тень волка                            | Shadow of the Wolf                  | Агагук                       |
| 1993      | ф  | Элитный отряд                         | Extreme Justice                     | Джефф Пауэрс                 |
| 1994      | ф  | На панели                             | Boulevard                           | Хассан                       |
| 1995      | ф  | За гранью возможного                  | The Outer Limits                    | капитан Коттер МакКой        |
| 1996      | ф  | Мужество в бою                        | Courage Under Fire                  | старший сержант Джон Монтез  |
| 1996—2000 | с  | Приключения из книги добродетелей     | Adventures from the Book of Virtues | Мартин (озвучка)             |
| 1999      | ф  | Разрушенный дворец                    | Water for Elephants                 | Рой Нокс                     |
| 1999      | ф  | Закон и порядок: Специальный корпус   | Law & Order: Special Victims Unit   | Виктор Пауло Гитано          |
| 2000      | ф  | Сверхновая                            | Supernova                           | Ержи Пеналоза                |
| 2000      | ф  | По кусочкам                           | Picking Up the Pieces               | офицер Альфонсо              |
| 2000      | ф  | Лучший способ умереть                 | A Better Way to Die                 | Уильям Декстер               |
| 2000—2003 | с  | Волчье озеро                          | Wolf Lake                           | Джон Канин                   |
| 2001      | ф  | Шоссе 666                             | Route 666                           | Джек Ла Рока                 |
| 2001      | ф  | 24 часа                               | 24                                  | Марк ДеСальво                |
| 2002      | ф  | Герой-одиночка                        | Lone Hero                           | Барт                         |
| 2002      | ф  | Бесшабашное ограбление                | Stark Raving Mad                    | Грегори                      |
| 2003      | ф  | Абсолон                               | Absolon                             | Айс Уолтерс                  |
| 2003      | ф  | Голливудские копы                     | Hollywood Homicide                  | Ванда                        |
| 2003      | ф  | Мёртвая вода                          | Red Water                           | Джон Сандерс                 |
| 2004—2005 | с  | Джек и Бобби                          | Jack & Bobby                        | Хуан Роберто Альба           |
| 2005—2010 | с  | 4исла                                 | Numb3rs                             | агент Йен Эджертон           |
| 2005      | с  | Американский папаша                   | American Dad!                       | Расти (озвучка)              |
| 2005—2020 | с  | Мыслить как преступник                | Criminal Minds                      | Шериф Мейсон                 |
| 2005      | ф  | Бермудский треугольник                | The Triangle                        | Мено Палома                  |
| 2005      | ф  | Эль Кортез                            | El Cortez                           | Мэнни Десильва               |
| 2006      | ф  | Ясновидец                             | Psych                               | специальный агент Ларс Ивинг |
| 2007      | ф  | Точка прерывания                      | Termination Point                   | доктор Дэниел Уинтер         |
| 2007—2012 | с  | Чак                                   | Chuck                               | Гас                          |
| 2009—2011 | с  | Звёздные врата: Вселенная             | SGU Stargate Universe               | полковник Дэвид Телфорд      |
| 2009      | с  | Саутленд                              | Southland                           | офицер Дэнни Фергюсон        |
| 2009      | ф  | Зверь                                 | The Beast                           | Капоне                       |
| 2011      | с  | Счастливо разведённые                 | Happily Divorced                    | Дэвид                        |
| 2011      | тф | Железный смерч                        | Metal Tornado                       | Майкл Эдвардс                |
| 2012      | ф  | Филли Браун                           | Filly Brown                         | Жозе Тонорио                 |
| 2012—2017 | с  | Лонгмайер                             | Longmire                            | Генри                        |
| 2013      | ф  | Санаторий                             | Sanitarium                          | Джеймс Сило                  |
| 2015      | с  | Слепое пятно                          | Blindspot                           | Сэл Герреро                  |
| 2015      | ф  | 33                                    | The 33                              |                              |
| 2017      | ф  | Полицейский с половиной 2: Новобранец | Cop and a Half: New Recruit         | детектив Симмонс             |